# 内浦アイヌ
内浦アイヌ（うちうらアイヌ）は、17世紀に北海道の内浦湾（噴火湾）西岸の渡島半島側一帯に居住していたアイヌ民族集団の一つ。「内浦アイヌ」という名称は歴史学者の海保嶺夫による命名であり、アイヌ民族自身による自称は記録されていない。ただし、18世紀に北海道全域を踏破した蝦夷通辞の上原熊次郎は、内浦湾西部にホレバシウンクル・ウシケシュンクルと呼ばれる集団がいたことを記録しており、これらの集団が内浦アイヌの後裔ではないかと見られる。

## 概要

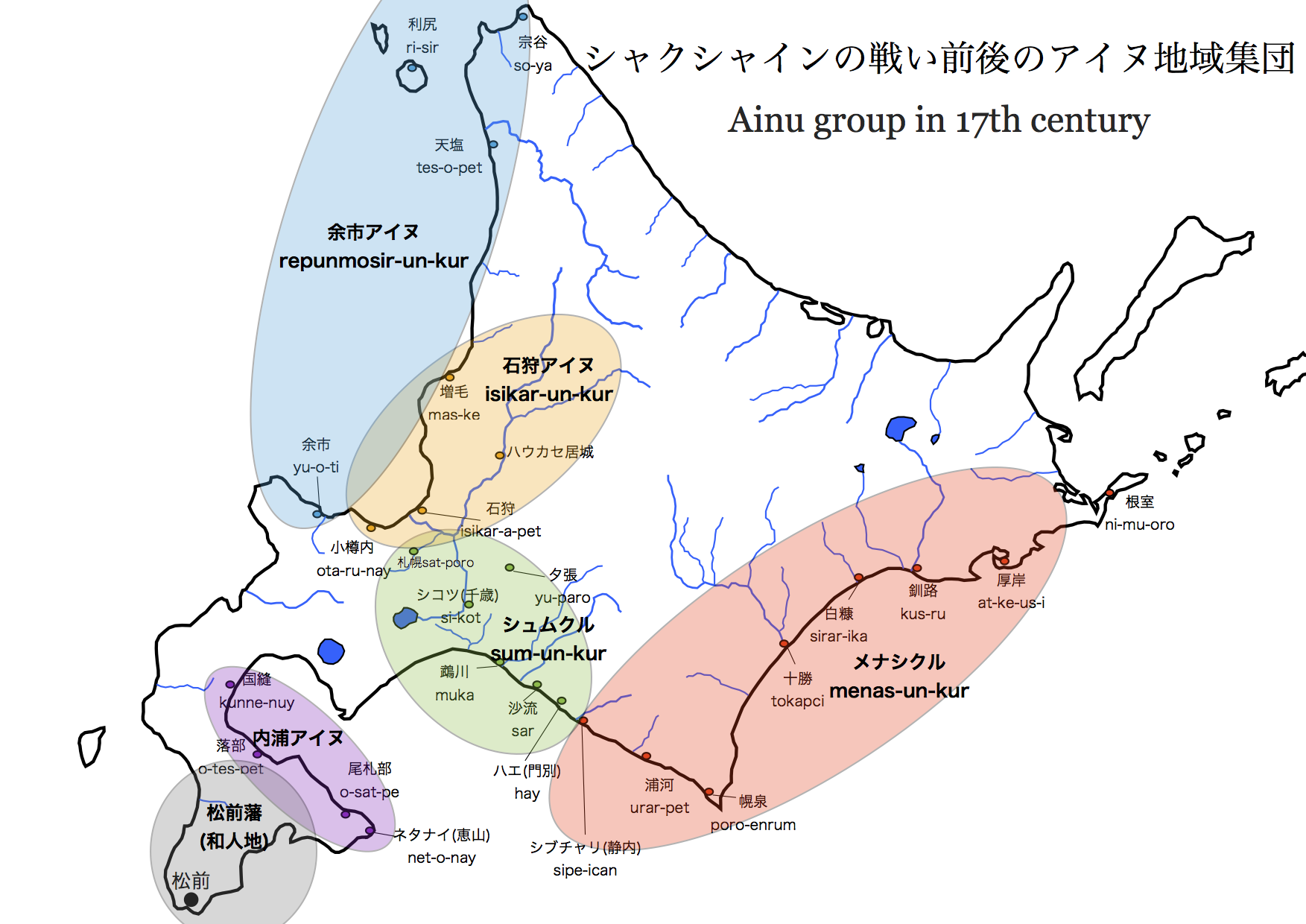
シャクシャイン時代の北海道。紫色の領域が内浦アイヌの居住域。

『津軽一統志』にはシャクシャインの戦いが起こった頃、内浦湾西部（現在の尻岸内から長万部一帯）は惣乙名アイコウインの「持分」であったと記されており、この領域が「内浦アイヌ」の居住地域であったと考えられている。ただし、『寛文拾年狄蜂起集書』の記述によると、この頃の内浦湾西部（白老以西）は非常に空屋が多く、シュムクル・メナシクル・イシカルンクルといった大勢力に比べ、その勢力は小規模であった。
同じく『寛文拾年狄蜂起集書』によると、シャクシャインの戦いにおいてアイコウインは表面上松前藩に従っていたが、シャクシャインが松前藩に対して勝利を収めた時にはこれに合流する予定であったという。そのためアイコウインは密かに道東のメナシクル（「奥下」）と連絡を取り、松前藩に対してスパイも放っていた。しかし、クンヌイ（国縫）の戦いでシャクシャイン軍が敗れたことによってアイコウインの意図は挫かれ、内浦アイヌが松前藩に対して公然と叛旗を翻すことはついになかった。
シャクシャインの戦い後の内浦アイヌについては不明な点が多いが、18世紀に北海道を探検した上原熊次郎は次のような記録を残している。
この記述から、かつてアイコウインによって統率されていた内浦アイヌは、18世紀にはウシケシュンクル・ホレバシウンクルという集団としてアイヌ民族の間では認識されていたことがわかる。